# Scorpion: Disfigured
Scorpion: Disfigured (укр. Скорпіон: Понівечений) — відеогра 2009 року жанру шутера від першої особи з футуристичним сетингом, розроблена українською студією B-Cool Interactive та видана Mamba Games. Гра вийшла 23 жовтня 2009 року для Microsoft Windows.

## Ігровий процес
Гра містить 8 видів зброї, включаючи численні традиційні та футуристичні гвинтівки. Гравець має доступ до двох різних типів гранат, для використання проти гарматних веж та ворогів. Існує п'ять різноманітних спеціальних здібностей, які включають нічне бачення, уповільнення руху та енергетичний щит. У грі присутні рольові елементи, що містять обмежену кількість покращень для кожної спеціальної здатності. У грі двадцять великих рівнів, стилізованих під чотири різні графічні фони, які забезпечують приблизно двадцять п'ять годин гри. Існує двадцять три типи ворогів, кожен з яких має унікальну поведінку штучного інтелекту. Завдяки розумній і непередбачуваній поведінці ШІ, Scorpion: Disfigured вирізняється дуже тактично складним боєм. Гру високо оцінили її творці за ігрову графіку та кількість спецефектів.

## Сетинг
Scorpion: Disfigured має унікальний сетинг, дія якого відбувається у футуристичному світі, що стоїть на межі повернення до часів, схожих на Середньовіччя.

## Огляди
| Агрегатор  | Оцінка |
| ---------- | ------ |
| Metacritic | 44/100 |

Scorpion: Disfigured отримала негативні відгуки від критиків після релізу. На Metacritic гра має оцінку 44/100 на основі 5 рецензій, що означає «загалом несприятливі відгуки».